# Dish of the Day
Dish of the Day è un album dei Fool's Garden, pubblicato nel 1995.
Contiene il maggiore successo del gruppo, Lemon Tree.

## Tracce
1. Ordinary Man - 3:30
2. Meanwhile - 4:41
3. Lemon Tree - 3:10
4. Pieces - 3:55
5. Take Me - 4:17
6. Wild Days - 3:46
7. The Seal - 4:22
8. Autumn - 3:43
9. The Tocsin - 2:50
10. Finally - 4:30
11. One Fine Day (4:40), silenzio (2:17), jingle di chiusura (0:05) - 7:02

## Classifiche
| Classifica (1996) | Posizione massima |
| ----------------- | ----------------- |
| Austria           | 4                 |
| Belgio (Vallonia) | 28                |
| Danimarca         | 9                 |
| Finlandia         | 21                |
| Francia           | 17                |
| Germania          | 1                 |
| Italia            | 7                 |
| Malaysia          | 10                |
| Norvegia          | 19                |
| Paesi Bassi       | 30                |
| Singapore         | 2                 |
| Svezia            | 22                |
| Svizzera          | 3                 |